# Song of the Caged Bird
Song of the Caged Bird je skladba americké houslistky Lindsey Stirling. Skladba pochází z jejího debutového alba Lindsey Stirling. Píseň produkovala společně s producentem Markem G.

## Videoklip
Videoklip ke skladbě byl vydán 29. listopadu 2012. Kameramanem byl Devin Graham. Ve videoklipu vystupuje sama tančící a hrající Lindsey Stirling v prostředí mezi krabicemi plnými nefunknčních žárovek. Jakmile Lindsey zjistí, že žárovky nefungují, použije svíčky. Videoklip byl natočen za pomoci Gold Canyon.
Na YouTube má videoklip přes 24 milionů zhlédnutí.